# Apeadeiro de Pereirinhas
O Apeadeiro de Pereirinhas é uma interface da Linha de Guimarães, que serve a localidade de Moreira de Cónegos, no concelho de Guimarães, em Portugal. O edifício de passageiros situa-se do lado norte da via (lado esquerdo do sentido ascendente, a Fafe).

## História
Este apeadeiro encontra-se no lanço da Linha de Guimarães entre Trofa e Vizela, que abriu à exploração em 31 de Dezembro de 1883, pela Companhia do Caminho de Ferro de Guimarães.

Em 2004, foi reaberta a Linha de Guimarães entre Guimarães e Lousado, após as obras de modernização, que incluíram a instalação da tracção eléctrica, a remodelação de todas as estações, e a adaptação da via para bitola ibérica.